# Сейсмічність Ефіопії
Сейсмічність Ефіопії — характеризується підвищеною інтенсивністю.

## Загальна характеристика
Територія Ефіопії характеризується високою сейсмічністю, яка обумовлена процесами на границях плит. Епіцентри землетрусів розташовуються в осьовій зоні Головного Ефіопського рифту, який є частиною Східноафриканського рифту і вздовж західного борту Афарської депресії. Східно-Африканський розлом — масштабне геологічне явище, що в подальшому може розділити Африку на два континенти, розширюється значно швидше, ніж вважалося раніше. За даними геофізиків, процес, який розпочався мільйони років тому, в даний час, набирає обертів через активність тектонічних плит. Перші помітні ознаки розлому з’явилися в Ефіопії у 2005 році, коли утворилася тріщина завдовжки понад 50 км та глибиною не більше 5 м. Темпи розширення розлому, які складають 0,8-2,5 см на рік, можуть ще більше пришвидшитися через землетруси та магматичну активність. Рух тектонічних плит зумовлений потоками магми, яка піднімається з глибин Землі, розігріваючи й послаблюючи земну кору. Землетруси в цій місцевості — дрібнофокусні, корові, здебільшого з магнітудою до 5,0 балів (за шкалою Ріхтера), які відбуваються щорічно, а раз на п’ять років — і сильніші.

## Землетруси у минулі століття
З 1900 року в Ефіопії сталося принаймні 43 землетруси з магнітудою вище 6,0 балів.

## Землетруси XXI століття

### 2010
23 листопада, о 20:40:08 (UTC), в Ефіопії стався сильно відчутний (за шкалою інтенсивності МSK-64) землетрус магнітудою 4,1 балів (за шкалою Ріхтера). Епіцентр землетрусу знаходився на кордоні Ефіопії з Сомалі, за 77,2 км на захід-північний захід від району Сомалі Бакі в регіоні Аудаль. Гіпоцентр землетрусу залягав на глибині 10 км. Підземні поштовхи також відчувалися у місті Борама (Сомалі).
19 грудня, о 12:14:24 (UTC), в Ефіопії стався помірний (за шкалою інтенсивності МSK-64) землетрус магнітудою 5,1 балів (за шкалою Ріхтера). Епіцентр землетрусу знаходився за 3,6 км на південний захід від міста Хосаїна. Гіпоцентр землетрусу залягав на глибині 10 км. Підземні поштовхи також відчувалися в Асендабо регіоні Оромія. Внаслідок землетрусу 26 людей в місті Джимма та його околицях, в Хосаїна, Шенкола, Веньєла — отримали поранення. Економічні збитки від землетрусу склали близько $0,18 млн.

### 2018
24 березня Головним центром спеціального контролю ДКАУ на півночі Ефіопії зареєстровано помірний (за шкалою інтенсивності МSK-64) землетрус магнітудою 5,1 балів (за шкалою Ріхтера).

### 2025
В період з 1 по 4 січня, за даними Геологічної служби США (USGS), в Ефіопії сталося близько 10 землетрусів магнітудою близько 5,0 балів (за шкалою Ріхтера) і більше. Зокрема, 4 січня, о 02:52:21 (за київським часом), за даними Головного центру спеціального контролю ДКАУ, в Ефіопії стався помірний (за шкалою інтенсивності МSK-64) землетрус магнітудою 5,6 балів (за шкалою Ріхтера). З посиланням на Європейський середземноморський сейсмологічний центр (EMSC), епіцентр землетрусу знаходився за 57 км від міста Абомса. Гіпоцентр землетрусу залягав на глибині 10 км. Інформації про жертви та руйнування — не надходило, проте Уряд Ефіопії заявив про евакуацію близько 80 000 осіб у регіонах Афар, Оромія та Амхара.
14 лютого, о 22:28:24 (за київським часом), згідно повідомлення Головного центру спеціального контролю ДКАУ, в Ефіопії стався помірний (за шкалою інтенсивності МSK-64) землетрус магнітудою 5,2 балів (за шкалою Ріхтера). Епіцентр землетрусу знаходився за 86 км на північний схід від міста Назрета, гіпоцентр землетрусу залягав на глибині 10 км.
16 березня в Ефіопії було зафіксовано помірний (за шкалою інтенсивності МSK-64) землетрус магнітудою 5,1 балів (за шкалою Ріхтера). За даними Європейського середземноморського сейсмологічного центру (EMSC), епіцентр землетрусу знаходився за 143 км на північний схід від міста Назрета, гіпоцентр землетрусу залягав на глибині 10 км.